# Живко Миланов
Живко Кирилов Миланов е бивш български футболист, десен бек.

## Кариера
За представителния тим на Левски София играе от пролетта на 2003 г. В А група има 122 мача и 8 гола.
Шампион на България през 2006, 2007 и 2009, вицешамппион през 2003, 2004, 2005 и 2008 г. Носител на купата на страната през 2003, 2005 и 2007 г. В евротурнирите има 38 мача и 1 гол (16 мача за КЕШ и 22 мача с 1 гол за купата на УЕФА).
В началото на 2010 г. Миланов е продаден на румънския клуб Васлуй, за който се превръща в основен футболист през следващите три години и половина.
На 25 юни 2013 г. Миланов подписва договор за 2 години с Том Томск в Русия. През сезон 2013/14 изиграва 28 мача в Руската Премиер Лига, като в края на сезона Том изпада. През 2014/15 записва 27 участия във втората руска дивизия и бележи един гол. Разписва се на 27 юли 2014 г. при победа с 3:1 над Луч-Енергия. През юни 2015 г. Миланов напуска Том след като договора му не е продължен.
В последните дни на август 2015 г. Миланов се завръща в родния Левски София и на 2 септември подписва договор до края на 2015 година.
На 30 декември 2015 г. Живко Миланов официално е представен като играч на АПОЕЛ Никозия.
На 23 юни 2020 г. Живко Миланов официално слага край на футболната си кариера, поради заболяване на белия дроб.